# Carlos Otero
Carlos José Almenar Otero, artiestennaam Carlos Otero (Caracas, 21 maart 1926 – Miami, 7 augustus 2018) was een Venezolaanse tenor, die in de jaren 1960 ook in Duitsland grote successen kende.

## Carrière
Carlos Otero was de tweede van vijf kinderen van eenvoudige komaf. In zijn jeugd deed hij aan prestatiesport, met name zwemmen, maar zijn grote passie was het zingen. Tegen de wens van zijn ouders in ging hij op zangonderricht, nadat hij zijn rechtenstudie had afgebroken. De Italiaanse zanglerares Clara Ponticelli in Caracas ontdekte zijn talent en bereidde hem voor op het Mario Lanza-muziekconcours (1951) in Caracas, georganiseerd door Metro-Goldwyn-Mayer. Na het winnen van de eerste prijs mocht hij Venezuela vertegenwoordigen in de internationale finales in Rio de Janeiro, waar hij met de aria’s Il mio tesoro uit Don Giovanni en Ecco Ridente Cielo uit Il barbiere di Siviglia de derde prijs won.
Met een studiebeurs ging hij naar Milaan in Italië om zijn vierjarige zangstudie af te ronden. Daarna maakte hij zijn debuut in het Milanese Teatro Nuovo en Teatro Lirico. Er volgden meerdere opera-optredens in kleine provincietheaters. Aan het eind van de jaren 1950 ging hij naar Duitsland voor radio-opnamen. Daar kreeg hij een contract aangeboden van het platenlabel Polydor. Het succes kwam met de nummers Weine keine Tränen um mich en Cara Mia. Ook radio-optredens en meerdere kleine optredens in films vielen hem ten deel. Hij toerde door geheel Europa tot in Rusland, Japan en de Verenigde Staten. De Japanse krant The Japan Times roemde hem als een zanger met de mooiste stem die Japan ooit had bezocht.
In het midden van de jaren 1970 ging hij terug naar Caracas. Daar jureerde hij in een tv-show voor jonge talentvolle zangers. De door hem opgerichte Fundación Almenar Otero ondersteunde Venezolaanse muziek en organiseerde liefdadigheidsconcerten in bejaarden- en ziekenhuizen. In 2003 verhuisde hij naar Florida, waar hij ging werken als zangleraar en schrijver. Hij verzorgde ook kleine concerten, maar ook radio- en tv-optredens en workshops.
Carlos Almenar Otero werkte samen met bekende musici en orkesten, waaronder Werner Müller, Bert Kaempfert, Frank Barber en het National Philharmonic Orchestra of London. De single Weine keine Träne um mich telt meer dan 500.000 verkochte exemplaren.

## Privéleven en overlijden
Zijn leerlinge Maritza Salcedo de Almenar, met wie hij sinds 1983 getrouwd was na twee eerdere huwelijken, is ook zangeres. Otero heeft drie kinderen, onder wie een dochter uit zijn eerste huwelijk in Duitsland, een dochter in Caracas uit zijn tweede huwelijk en een geadopteerde zoon uit het huwelijk met Maritza. Carlos Otero overleed in Miami op 92-jarige leeftijd.

## Discografie

### LP's
| - Cara Mia - Más éxitos - Sprich zu mir von Liebe - Una canción dentro de mí - Arpa, mar y llano | - El disco de oro - La canción de verano - Carlos Almenar Otero canta para ti - Concierto popular - Venezuela canta | - Carlos Otero International - A la orilla de un palmar - Hendrina - La más bella música de Venezuela - Ven a mis brazos |

## Hits in Duitsland
- 1961: Weine keine Tränen um mich
- 1961: Die roten Segel im Hafen von Napoli

- Gemeinsame Normdatei: 134478150
- International Standard Name Identifier: 0000 0000 3204 1510
- Library of Congress Control Number: n96123275
- MusicBrainz: c2e01c00-ec88-4a25-84bd-4440a0ee44d1
- Virtual International Authority File: 70667482
- WorldCat: E39PCjqt7Yy4W8fqx9hwQ6mdjP